# Raimundo Correia
Raimundo da Mota de Azevedo Correia (São Luís, 13 mai 1859 - Paris, 13 septembre 1911) était un poète parnassien, juge et magistrat brésilien. Avec Alberto de Oliveira et Olavo Bilac, il était membre de la « Triade parnassienne » brésilienne. Il a été membre de l'Académie brésilienne des lettres de 1897 jusqu'à sa mort en 1911.

## Biographie
Correia est né sur un bateau à São Luís, dans l'État du Maranhão, du desembargador (juge) José da Mota Correia de Azevedo et Maria Clara Vieira da Mota Correia de Azevedo. Correia fait ses études secondaires au Colégio Pedro II et est diplômé en droit en 1882 de la faculté de droit de l'université de São Paulo. Il se montrera excellent juge à Rio de Janeiro et Minas Gerais.
Son premier livre Correia, Primeiros Sonhos, est publié en 1879, et ses poèmes ont une forte influence sur des poètes romantiques tels que Fagundes Varela, Casimiro de Abreu et Castro Alves. Toutefois, il ne se conformera à l'école parnassienne qu'en 1883, avec le livre Sinfonias. Certains de ses poèmes sont aussi considérés comme le début du symbolisme au Brésil.
Correia est mort en 1911, à Paris, à la recherche d'un traitement pour ses problèmes de santé.

## Œuvres
- Primeiros Sonhos (1879)
- Sinfonias (1883)
- Versos e Versões (1887)
- Aleluias (1891)
- Poesias (1898)

## Source
- (en) Cet article est partiellement ou en totalité issu de l’article de Wikipédia en anglais intitulé « Raimundo Correia » (voir la liste des auteurs).